# 60. ročník udílení cen Emmy
60. ročník udílení cen Emmy oceňující nejlepší televizní počiny v období od 1. června 2007 do 31. května 2008, se konal dne 21. září 2008 v Nokia Theater v Los Angeles. Přímý přenos vysílala televizní stanice CBS a moderovali jej Tom Bergeron, Heidi Klum, Howie Mandel, Jeff Probst a Ryan Seacrest. Nominace oznámyly 17. července Kristin Chenoweth a Neil Patrick Harris.

## Vítězové a nominovaní
Vítězi jsou uvedeni jako první a vyznačeni tučně.

### Pořady
| Nejlepší komediální seriál | Nejlepší dramatický seriál |
| --- | --- |
| - Studio 30 Rock (NBC) - Larry, kroť se (HBO) - Vincentův svět (HBO) - Kancl (NBC) - Dva a půl chlapa (CBS)                                                                                 | - Šílenci z Manhattanu (AMC) - Kauzy z Bostonu (ABC) - Patty Hewes - nebezpečná advokátka (FX) - Dexter (Showtime) - Dr. House (Fox) - Ztraceni (ABC)                                                                        |
| Nejlepší zábavný pořad | Nejlepší zábavný speciál |
| - The Daily Show with Jon Stewart (Comedy Central) - The Colbert Report (Comedy Central) - Noční show Davida Lettermana (CBS) - Real Time with Bill Maher (HBO) - Saturday Night Live (NBC) | - Mr. Warmth: The Don Rickles Project (HBO) - Bill Maher: The Decider (HBO) - George Carlin... It's Bad for Ya! (HBO) - Great Performances (PBS) - Kathy Griffin: Straight to Hell (Bravo) - The Kennedy Center Honors (CBS) |
| Nejlepší televizní film | Nejlepší minisérie |
| - Nové sčítání hlasů (HBO) - Bernard a Doris (HBO) - Extras: The Extra Special Series Finale (HBO) - Strom v srdci (Lifetime) - Zatmění slunce (ABC)                                        | - John Adams (HBO) - - Kmen Andromeda (A&E) - Cranford (PBS) - Tin Man (Sci Fi) |
| Nejlepší soutěžní pořad | |
| - Amazing Race: O milion kolem světa (CBS) - American Idol (Fox) - Dancing with the Stars (ABC) - Heidi Klum: svět modelingu (Bravo) - Top Chef (Bravo)                                     | |

### Herectví

#### Hlavní role
| Nejlepší herec v komediálním seriálu | Nejlepší herečka v komediálním seriálu |
| --- | --- |
| - Alec Baldwin jako Jack Donaghy v seriálu Studio 30 Rock (díl: „Rosemary má děťátko") (NBC) - Steve Carell jako Michael Scott v seriálu Kancl (díl: „Sbohem, Toby") (NBC) - Tony Shalhoub jako Adrian Monk v seriálu Můj přítel Monk (díl: „Pan Monk a nudista") (USA) - Charlie Sheen jako Charlie Harper v seriálu Dva a půl chlapa (díl: „Existuje paní Waflová?") (CBS) - Lee Pace jako Ned v seriálu Řekni, kdo tě zabil (díl: „K nakousnutí“) (ABC) | - Tina Fey jako Liz Lemon v seriálu Studio 30 Rock (díl: „Sendvičový den") (NBC) - Christina Applegate jako Samantha Newly v seriálu Samantha Who? (díl: „The Restraining Order") (ABC - Julia Louis-Dreyfus jako Christine Campbell v seriálu Nové trable staré Christine (díl: „Jeden a půl chlapa") (CBS) - Mary-Louise Parker jako Nancy Botwin v seriálu Tráva (díl: „Bill Sussman") (Showtime) - America Ferrera jako Betty Suarez v seriálu Ošklivka Betty (díl: „Odor in the Court“) (ABC)                               |
| Nejlepší herec v dramatickém seriálu | Nejlepší herečka v dramatickém seriálu |
| - Bryan Cranston jako Walter White v seriálu Perníkový táta (díl: „Pilot") (AMC) - Gabriel Byrne jako Paul Weston v seriálu V odborné péči (díl: „Week 4: Paul a Gina") (HBO) - Michael C. Hall jako Dexter Morgan v seriálu Dexter (díl: „Tajemství domu Morganů") (Showtime) - Jon Hamm jako Don Draper v seriálu Šílenci z Manhattanu (díl: „Kolo") (AMC) - Hugh Laurie jako Gregory House v seriálu Dr. House (díl: „ Houseova hlava a Wilsonovo srdce 1/2") (Fox) - James Spader jako Alan Shore v seriálu Kauzy z Bostonu (díl: „Před Nejvyšším soudem“) (ABC) | - Glenn Close jako Patty Hewes v seriálu Patty Hewes - nebezpečná advokátka (díl: „Get Me a Lawyer") (FX) - Sally Fieldová jako Nora Walker v seriálu Bratři a sestry (díl: „ Historie se opakuje") (ABC) - Mariska Hargitay jako Olivia Benson v seriálu Zákon a pořádek: Útvar pro zvláštní oběti (díl: „V utajení") (NBC) - Holly Hunter jako Grace Hanadarko v seriálu Božská mrcha (díl: „Taco, tulipán, kachna, koření...") (TNT) - Kyra Sedgwick jako Brenda Leigh Johnson v seriálu Closer (díl: „Vrah z dálnice") (TNT) |
| Nejlepší herec v minisérii nebo televizním filmu | Nejlepší herečka v minisérii nebo televizním filmu |
| - Paul Giamatti jako John Adams v televizní minisérii John Adams (HBO) - Ralph Fiennes jako Bernard Lafferty v televizním filmu Bernard and Doris (HBO) - Ricky Gervais jako Andy Millman v minisérii Extras: The Extra Special Series Finale (HBO) - Kevin Spacey jako Ron Klain v televizním filmu Nové sčítání hlasů (HBO) - Tom Wilkinson jako James Bakeron v televizním filmu Nové sčítání hlasů (HBO) | - Laura Linneyová jako Abigail Adams v televizní minisérii John Adams (HBO) - Judi Dench jako Matilda "Matty" Jenkyns v televizní minisérii Cranford (PBS) - Catherine Keener jako Gertrude Baniszewski v minisérii An American Crime (Showtime) - Phylicia Rashad jako Lena Younger v televizním filmu Zatmění slunce (ABC) - Susan Sarandon as Doris Duke v televizním filmu Bernard and Doris (HBO) |

#### Vedlejší role
| Nejlepší herec ve vedlejší role v komediálním seriálu | Nejlepší herečka ve vedlejší role v komediálním seriálu |
| --- | --- |
| - Jeremy Piven jako Ari Gold v seriálu Vicentův svět (díl: „The Day Fuckers“) (HBO) - Jon Cryer jako Alan Harper v seriálu Dva a půl chlapa (díl: „Meander to Your Dander") (CBS) - Kevin Dillon jako Johnny „Drama“ Chase v seriálu Vincentův svět (díl: „The Dream Team) (HBO) - Neil Patrick Harris jako Barney Stinson v seriálu Jak jsem poznal vaši matku (díl: „The Goat") (CBS) - Rainn Wilson jako Dwight Schrute v seriálu Kancl (díl: „Money") (NBC)                                                                          | - Jean Smart jako Regina Newly v seriálu Samantha Who? (díl: „The Girlfriend“) (ABC) - Kristin Chenoweth jako Olive Snook v seriálu Řekni, kdo tě zabil (díl: „Girth") (ABC) - Amy Poehlerová v několika rolích v pořadu Saturday Night Live (díl: „Host: Tina Fey") (NBC) - Holland Taylor jako Evelyn Harper v seriálu Dva a půl chlapa (díl: „Media Room Slash Dungeon“) (CBS) - Vanessa Williams jako Wilhelmina Slater v seriálu Ošklivka Betty (díl: „Bananas for Betty") (ABC) |
| Nejlepší herec ve vedlejší roli v dramatickém seriálu | Nejlepší herečka ve vedlejší roli v dramatickém seriálu |
| - Željko Ivanek jako Ray Fiske v seriálu Patty Hewes - nebezpečná advokátka (díl: Já ty lidi nesnáším") (FX) - Ted Danson jako Arthur Frobisher v seriálu Patty Hewes - nebezpečná advokátka (díl: „Propánajána, to je překvapení") (FX) - Michael Emerson jako Ben Linus v seriálu Ztraceni (díl: „The Shape of Things to Come") (ABC) - William Shatner jako Denny Crane v seriálu Bostonská střední (díl: „Mad About You") (ABC) - John Slattery jako Roger Sterling v seriálu Šílenci z Manhattanu (díl: „Prodloužený víkend") (AMC) | - Dianne Wiest jako Gina Toll v seriálu V odborné péči (díl: „Week 6: Paul a Gina") (HBO) - Candice Bergen jako Shirley Schmidt v seriálu Kauzy z Bostonu (díl: „Právo na smrt“) (ABC) - Rachel Griffiths jako Sarah Whedon v seriálu Bratři a sestry (díl: „ Domácí problém“) (ABC) - Sandra Oh jako Cristina Yang v seriálu Chirurgové'' (díl: „Doktor v hlavě") (ABC) - Chandra Wilson jako Miranda Bailey v seriálu Chirurgové (díl: „Vlož na mne ruce své") (ABC)                |
| Nejlepší herec ve vedlejší roli v minisérii nebo televizním filmu | Nejlepší herečka ve vedlejší roli v minisérii nebo televizním filmu |
| - Tom Wilkinson jako Benjamin Franklin v televizní minisérii John Adams (HBO) - Bob Balaban jako Benjamin Ginsberg v televizním filmu Nové sčítání hlasů (HBO) - Stephen Dillane jako Thomas Jefferson v televizní minisérii John Adams (HBO) - Denis Leary jako Michael Whouley v televizním filmu Nové sčítání hlasů (HBO) - David Morse jako George Washington v televizní minisérii John Adams(HBO) | - Eileen Atkins jako Deborah Jenkyns v televizní minisérii Cranford (PBS) - Laura Dern jako Katherine Harris v televizním filmu Nové sčítání hlasů (HBO) - Ashley Jensen jako Maggie Jacobs v minisérii Extras: The Extra Special Series Finale (HBO) - Audra McDonald jako Ruth Younger v televizním filmu Zatmění slunce (ABC) - Alfre Woodard jako Edna Reilly v televizním filmu Obrázky Hollis Woodsové (CBS)                                                                    |

#### Hostování
| Nejlepší hostující herec v komediálním seriálu | Nejlepší hostující herečka v komediálním seriálu |
| --- | --- |
| - Tim Conway jako Bucky Bright v seriálu Studio 30 Rock (díl: „Patnáct minut slávy“) (NBC) - Will Arnett jako Devon Banks v seriálu Studio 30 Rock (díl: „Život je boj“) (NBC) - Shelley Berman jako Nat David v seriálu Larry, kroť se (díl: „The Rat Dog“) (HBO) - Steve Buscemi jako Lenny "Len" Wosniak v seriálu Studio 30 Rock (díl: „Jackova sbírka") (NBC) - Rip Torn jako Don Geiss v seriálu Studio 30 Rock (díl: „ Život je boj“) (NBC) | - Kathryn Joosten as Karen McCluskey v seriálu Zoufalé manželky (díl: „Vítejte v Kanagawě“) (ABC) - Polly Bergen jako Stella Wingfield v seriálu Zoufalé manželky (díl: „Dávná minulost“) (ABC) - Edie Falco jako Celeste "C. C." Cunningham v seriálu Studio 30 Rock (díl: „Láska a káva“) (NBC) - Carrie Fisher jako Rosemary Howard v seriálu Studio 30 Rock (díl: „Rosemary má děťátko“) (NBC) - Sarah Silvermanová jako Marci Maven on Můj přítel Monk (díl: „Pan Monk a jeho fanynka“) (USA) - Elaine Stritch jako Colleen Donaghy v seriálu Studio 30 Rock (díl: „Vánoční mejdan“) |
| Nejlepší hostující herec v dramatickém seriálu | Nejlepší hostující herečka v dramatickém seriálu |
| - Glynn Turman jako Alex Prince, Sr. v seriálu V odborné péči (díl: “Week 8: Alex“) (HBO) - Charles Durning jako John Gavin, Sr. v seriálu Zachraň mě (díl: „Yaz“) (FX) - Robert Morse jako Bert Cooper v seriálu Šílenci z Manhattanu (díl: „Nixon versus Kennedy“) (AMC) - Oliver Platt jako Freddie Prune v seriálu Plastická chirurgie s. r. o.(díl: „Carly Summersová“) (FX) - Stanley Tucci jako Dr. Kevin Moretti v seriálu Pohotovost (díl: „Válka se vrací domů“) (NBC) - Robin Williams jako Merritt Rook v seriálu Zákon a pořádek: Útvar pro zvláštní oběti (díl: „Autorita“) (NBC) | - Cynthia Nixonová jako Janis Donovan v seriálu Zákon a pořádek: Útvar pro zvláštní oběti (díl: „Osobnost“) (NBC) - Ellen Burstyn jako Nancy Dutton v seriálu Velká láska (díl: „Take Me As I Am“) (HBO) - Diahann Carroll jako Jane Burke v seriálu Chirurgové (díl: „Láska a závislost“) (ABC) - Sharon Gless jako Colleen Rose e v seriálu Plastická chirurgie s. r. o. (díl: „Kyle Ainge“) (FX) - Anjelica Huston jako Cynthia Keener on Medium (díl: „Zvrácená hra 2/2“) (NBC) |

### Moderování
| Nejlepší moderátor soutěžního pořadu |
| --- |
| - Jeff Probst za Kdo přežije (CBS) - Tom Bergeron za Dancing with the Stars (ABC) - Heidi Klum za Heidi Klum: Svět modelingu (Bravo) - Howie Mandel za Deal or No Deal (NBC) - Ryan Seacrest za American Idol (Fox) |

### Režie
| Nejlepší režie komediálního seriálu | Nejlepší režie dramatického seriálu |
| --- | --- |
| - Barry Sonnenfeld za Řekni, kdo tě zabil (díl: „K nakousnutí“) (ABC) - James Bobin za Flight of the Conchords (díl: „Sally se vrací") (HBO) - Dan Attias za Vincentův svět (díl: „No Cannes Do“) (HBO) - Michael Engler za Studio 30 Rock (díl: „Rosemary má děťátko“) - Paul Feig za Kancl (díl: „Sbohem, Toby“) (NBC) - Paul Liberstein za Kancl (díl: „Druhá práce“) (NBC) | - Greg Yaitanes za Dr. House (díl: „Houseova hlava a Wilsonovo srdce 1/2 “) (FOX) - Alan Taylor za Šílenci z Manhattanu (díl: „Zrak ti zastřel kouř“) (AMC) - Allen Coulter za Patty Hewes - nebezpečná advokátka (díl: „Get Me a Lawyer“) (FX) - Vince Galligan za Perníkový táta (díl: „Pilot“) (ABC) - Arlene Sanford za Kauzy z Bostonu (díl: „Právo na smrt“) (ABC) |
| Nejlepší režie zábavného pořadu | Nejlepší režie minisérie, televizního filmu nebo dramatického speciálu |
| - Louis J. Horvitz za 80. ročník udílení Oscarů - Jim Hoskinson za The Colbert Report (Comedy Central) - Don Roy King za Saturday Night Live (NBC) - Chuck O'Neil za The Daily Show with Jon Stewart (Comedy Central) - Lonny Price za Company (Great Pefrformances) (PBS) | - Jay Roach za film Nové sčítání hlasů (HBO) - Bob Balaban za film Bernard a Doris (HBO) - Ricky Gervais a Stephen Merchant za minisérii Extras: The Extra Special Series Finale (HBO) - Tom Hooper za minisérii John Adams (HBO) - Mikael Salomon za seriál V síti CIA (TNT)                                                                                            |
| | |

### Scénář
| Nejlepší scénář pro komediální seriál | Nejlepší scénář pro dramatický seriál |
| --- | --- |
| - Tina Fey za seriál Studio 30 Rock (díl: „Cooter“) (NBC) - James Bobin, Jemaine Clement a Bret McKenzie za seriál Flight of the Conchords (díl: „Yoko") (HBO) - Jack Burditt za seriál Studio 30 Rock (díl: „Rosemary má děťátko") (NBC) - Bryan Fuller za Řekni, kdo tě zabil (díl: „K nakousnutí“) (ABC) - Lee Eisenberg a Gene Stupnitsky za Kancl (díl: „Divoký večírek“) (NBC) | - Matthew Weiner za seriál Šílenci z Manhattanu (díl: „Zrak ti zastřel kouř") (AMC) - Michael Angeli za Battlestar Galactica (díl: „Šest za jednoho“) (Sci Fi) - Glenn Kessler, Todd A. Kessler a Daniel Zelman za seriál Patty Hewes - nebezpečná advokátka (díl: „Get Me a Lawyer“) (FX) - David Simon a Ed Burns za seriál The Wire – Špína Baltimoru (díl: „-30-“) (HBO) - Robin Veith a Matthew Weiner za seriál Šílenci z Manhattanu (díl: „Kolo") (AMC) |
| Nejlepší scénář pro zábavný pořad | Nejlepší scénář pro minisérii, televizní film nebo dramatický speciál |
| - The Colbert Report (Comedy Central) - The Daily Show with Jon Stewart (Comedy Central) - Late Night with Conan O'Brien (NBC) - Noční show Davida Lettermana (CBS) - Saturday Night Live (NBC) | - Kirk Ellis za minisérii John Adams (díl:„Nezávislost“) (HBO) - Hugh Costello za film Bernard a Doris (HBO) - Ricky Gervais a Stephen Merchant za minisérii Extras: The Extra Special Series Finale (HBO) - Danny Strong za film Nové sčítání hlasů (HBO) - Heidi Thomas za minisérii Cranford (CBS) |